# 伊夫琳·科利尔
伊夫琳·科利尔（英語：Evelyn Colyer，1902年8月16日—1930年11月4日），英国女子网球运动员。她曾代表英国参加1924年夏季奥林匹克运动会网球比赛，联同多萝西·谢泼德-巴伦获得女子双打铜牌。